# بيلي كرايغ
بيلي كرايغ (بالإنجليزية: Billy Craig)‏ (11 سبتمبر 1929 بأبردين في المملكة المتحدة - 31 أغسطس 2011 بأبردين في المملكة المتحدة) هو لاعب كرة قدم بريطاني في مركز نصف الجناح. لعب مع نادي دندي ونادي ميلوول.